# Harry Potter y la piedra filosofal (película)
Harry Potter y la piedra filosofal (título original en inglés: Harry Potter and the Philosopher's Stone, titulada Harry Potter and the Sorcerer's Stone en Estados Unidos e India) es una película británica-estadounidense de fantasía y aventuras basada en el libro homónimo de J. K. Rowling, dirigida por el cineasta Chris Columbus y estrenada en 2001. La historia sigue a Harry Potter, un niño que al cumplir 11 años descubre que es un mago, por lo cual es enviado al Colegio Hogwarts de Magia y Hechicería para comenzar su entrenamiento como tal. 
Esta película marca el inicio de la saga de películas de Harry Potter que se extendió hasta 2011, con el estreno de Harry Potter y las reliquias de la Muerte: parte 2; así como también es el comienzo del Mundo Mágico, que para 2022 suma un total de once películas.
El guion fue redactado por el estadounidense Steve Kloves, quien concluyó que su labor había sido ardua; Kloves asegura haberse sentido nervioso la primera vez que se encontró con Rowling pues no quería que ella pensara en una posible «mala adaptación». El reparto estuvo integrado por Daniel Radcliffe, Rupert Grint, Emma Watson, Richard Harris, Maggie Smith, Robbie Coltrane, Alan Rickman e Ian Hart. Los efectos especiales corrieron a cargo, principalmente, de Sony Pictures Imageworks e Industrial Light & Magic, y se incluyeron más de 600 tomas con efectos generados por computadoras para las cuales fueron contratadas varias empresas especializadas.
La concepción de Harry Potter y la piedra filosofal comenzó en 1997, cuando el productor británico David Heyman buscaba en Hollywood un libro infantil que pudiera servir de inspiración para una película exitosa. Poco después, su compañía (Heyday Films) le sugeriría La piedra filosofal, proyecto que Heyman presentaría a Warner Bros. Así, en 1999 Rowling vendió los derechos fílmicos de los primeros cuatro libros de la serie por poco menos de 2 000 000 USD. Como detalle adicional, la autora demandó que el elenco principal tendría que ser de nacionalidad británica, permitiendo solo algunas excepciones como la del actor irlandés Richard Harris (intérprete de Albus Dumbledore); esto fue así con tal de mantener un vínculo cultural entre el libro y la adaptación. En las fases iniciales de la etapa de producción, se propuso al director Steven Spielberg para dirigir la película, pero este terminaría por declinar la oferta. Finalmente, la producción dio comienzo en 2000, bajo la dirección de Chris Columbus, con el rodaje de la mayoría de las escenas en los estudios Leavesden.
A su lanzamiento, Harry Potter y la piedra filosofal recibió en su mayoría críticas positivas por parte de la prensa especializada, recaudando casi 975 millones de dólares en todo el mundo y obteniendo tres nominaciones a los premios Óscar en las categorías de mejor dirección de arte, mejor diseño de vestuario, incluyendo la mención de John Williams dentro de la categoría de mejor banda sonora original por su contribución al filme. Previo a su éxito crítico y comercial, los productores ya tenían intenciones de adaptar toda la serie literaria de Harry Potter, compuesta finalmente de 7 libros —la adaptación del último libro se dividió en dos partes, estrenándose en 2010 la parte 1 y en 2011 la parte 2.

## Argumento
Harry Potter es un niño huérfano que vive con sus únicos parientes vivos, la familia Dursley, en un barrio residencial inglés. En su cumpleaños número 11, Harry es visitado por un misterioso individuo llamado Rubeus Hagrid, quien le revela que realmente él es un mago bastante popular en el mundo mágico por haber sobrevivido al ataque mortal de Lord Voldemort cuando solamente tenía un año de edad. Quien al principio sus tíos les dijeron que sus padres fallecieron en un «accidente» pero nunca fue cierto. Tras haber asesinado a sus padres (James y Lily Potter), Voldemort intentó matar a Harry pero no lo consiguió, dejándole solamente una cicatriz en forma de rayo sobre su frente. Sabiendo esto, Hagrid acompaña a Harry para comprar lo necesario con tal de comenzar su formación en el Colegio Hogwarts de Magia y Hechicería. 
Sin el consentimiento de sus tíos, Harry Potter asiste a Hogwarts para empezar a aprender conjuros y conocer a nuevos amigos; en el proceso, también inicia sus rivalidades con otros estudiantes y parte del personal del colegio. Durante su estancia, Harry Potter descubre que la institución alberga un misterioso objeto en sus dominios, el cual es conocido como la piedra filosofal. Este poderoso elemento es buscado discretamente por Voldemort, a quien la comunidad mágica daba por muerto tras haberle rebotado el ataque mortal dirigido contra Harry Potter. Contrario a dichas creencias, su espíritu desea afanosamente encontrar la piedra para recuperar sus antiguas habilidades de brujo. Además, la piedra filosofal es conocida por otorgar igualmente la inmortalidad a su poseedor. 
Tras intuir que alguien está intentando robar la legendaria piedra, Harry y sus amigos, Hermione Granger y Ron Weasley, dan aviso a los profesores del colegio pero estos se niegan a creer que sus advertencias tengan fundamento, puesto que saben que el objeto se halla bien resguardado en una cámara secreta y vigilada. En vista de lo anterior, deciden acudir a la cámara para asegurarse de que nadie consiga robarla. Una vez dentro, se topan con una serie de obstáculos y trampas que deben sortear antes de llegar al cuarto donde se aloja la piedra filosofal. Al final, sólo Harry logra llegar a este destino encontrándose con el profesor Quirinus Quirrell en el lugar. El profesor admite que ha sido él quien ha mantenido con vida a lord Voldemort al alimentarse con sangre de unicornios en el Bosque Prohibido, alojándolo a manera de parásito en su cuerpo. Después de enfrentarse contra Quirrell y Voldemort, Harry Potter logra evitar que este último se apodere de la piedra, la cual a últimas instancias es destruida por el director del colegio, Albus Dumbledore. Al concluir el período escolar, Harry regresa a su hogar con los Dursley en espera de que comience su segundo año en Hogwarts.

## Reparto
J. K. Rowling insistió personalmente que el elenco debía ser británico. Como directora de casting de Harry Potter y la piedra filosofal, Susie Figgis se vio en la necesidad de desempeñar su labor mediante consultas constantes a Rowling y Columbus, primordialmente para elegir a los intérpretes de Harry, Ron y Hermione. Así comenzó la etapa de selección principal, siendo considerados solamente niños británicos. Las audiciones se dividieron en tres partes: primeramente, tenían que leer una página de la novela homónima. En caso de recibir el llamado correspondiente, el siguiente paso consistía en improvisar una escena de los estudiantes en Hogwarts. Finalmente, los candidatos finalistas tenían que leer varias páginas del guion frente a Columbus. Curiosamente, algunos segmentos del guion de Columbus para Young Sherlock Holmes (1985), del director Barry Levinson, fueron incorporados en este casting. El 11 de julio de 2000, Figgis abandonó la producción, quejándose de que varios niños que habían audicionado «maravillosamente» no tendrían posibilidad alguna de ser elegidos por Columbus. El 8 de agosto del mismo año, el virtualmente desconocido Daniel Radcliffe y los primerizos Emma Watson y Rupert Grint eran elegidos entre miles de niños.
- Daniel Radcliffe como Harry Potter: un niño común y corriente con una cicatriz de rayo en su frente, que tiene la misteriosa habilidad de provocar que cosas extrañas sucedan a su alrededor. Tras la muerte de sus padres, fue llevado con sus tíos donde, en su undécimo cumpleaños, descubre que es un mago y es invitado al Colegio Hogwarts de Magia y Hechicería. Columbus se había interesado en él desde que vio su participación en la película David Copperfield (1999) producida por la BBC. Sin embargo, Figgis le mencionó que los padres de Radcliffe no permitirían que su hijo interpretara a Harry Potter, pues a su parecer eran «algo sobreprotectores» con él.[11] Columbus explicaría luego que su persistencia en ofrecerle el rol a Daniel fue lo que realmente hizo que Figgis se resignara a darle una oportunidad.[1] Así, presentó su audición solo después de que David Heyman y Steve Kloves se reunieran con él y con sus padres durante la producción de la obra Stones in his Pockets, en Londres.[12] Ambos lograron convencer a los padres del actor al prometerles que evitarían que la prensa se entrometiera en la vida personal de su hijo.[1] Finalmente, Rowling aprobó la sesión de Daniel comentando, «tras ver [su] presentación, no creo que Chris Columbus pueda encontrar a un mejor Harry».[13] Tras el cierre de la producción, Daniel recibió 1 millón libras esterlinas por su actuación, aunque él mismo comentó que «eso no era lo más importante».[14] Adicionalmente, William Moseley audicionó para el mismo papel —años después sería elegido para interpretar a Peter Pevensie en The Chronicles of Narnia: The Lion, the Witch and the Wardrobe.[15]
- Rupert Grint como Ron Weasley: el sexto de siete hijos en una familia con carencias económicas, que desarrolla una profunda amistad con Harry. A sus 13 años, Rupert era el actor infantil de mayor edad en el trío completado por Daniel y Emma; él concluyó que era perfecto para el rol «debido a su cabello pelirrojo» considerándose también un fiel seguidor de la serie literaria.[14] Tras ver el anuncio de las audiciones para Harry Potter en Newsround, envió un video donde rapeaba sobre lo mucho que quería interpretar a Ron. El clip fue elegido por los responsables del casting, quienes llamaron a Rupert para conocerlo en persona.[14]
- Emma Watson como Hermione Granger: una niña extremadamente inteligente, hija de muggles que, a pesar de que su personalidad choca en un principio con las de Harry y Ron, se convierte en la mejor amiga de ambos (su amistad inicia justo después de que estos la rescataran de un desorientado troll que deambulaba en Hogwarts). Impresionado por sus actuaciones en las obras de teatro escolares, el profesor de Emma la recomendó a los representantes del personal responsable de las audiciones de Harry Potter.[16] Emma realizó su audición con seriedad, aunque «nadie pensó que ella obtendría el papel».[14] Los productores se mostraron tan fascinados por su confianza personal, que dejaron de lado a las candidatas previas que podían quedarse con el papel.[17] Igualmente, Rowling logró convencerse de su actuación desde la primera sesión que Emma realizó.[16]
- Richard Harris como Albus Dumbledore: el director de Hogwarts es uno de los más famosos y poderosos magos que jamás hayan existido en la historia. Es quien decide que Harry permanezca con sus tíos tras la muerte de sus padres. Al principio, Harris rechazó la invitación para interpretar a Dumbledore, pero luego la aceptaría debido a que su nieta lo amenazó con no volver a hablarle en caso de que no se incorporara al elenco.[18]
- Robbie Coltrane como Rubeus Hagrid: es el guardabosques de Hogwarts, así como el guardián de sus llaves y terrenos. Fue quien llevó a Harry con sus tíos a bordo de una motocicleta voladora, solo para regresar por él en su cumpleaños once. Tiene una especial afición por las criaturas mitológicas, especialmente por los dragones. Coltrane fue la primera elección de Rowling,[19] siendo también un fanático de la serie de libros homónima. Para interpretar a Hagrid, se reunió con la autora para conversar sobre los orígenes y el futuro del personaje.[1]
- Alan Rickman como Severus Snape: es el maestro de Pociones y jefe de la casa Slytherin en Hogwarts. Detesta a Harry a causa de una relación rencorosa que siempre sostuvo con el padre de este. Aunque en un pasado fue un mortífago, Dumbledore le tiene mucha confianza. El actor Tim Roth mostró interés en este personaje pues sus hijos son fanáticos de Harry Potter, sin embargo su agenda de trabajo no le permitía asumir dicho papel, así que finalmente acabaría incorporándose a El planeta de los simios.[20]
- Maggie Smith como Minerva McGonagall: es la subdirectora de Hogwarts y jefa de la casa Gryffindor, así como profesora de Transformaciones del colegio. Minerva acompañó a Dumbledore cuando este llevó a Harry Potter con sus tíos al morir James y Lilly Potter. Posee la habilidad de transformarse en un gato. Smith fue la elección personal de Rowling para el personaje.[19]
- Tom Felton como Draco Malfoy: mago heredero de una familia rica. Después de que Harry rechazara su amistad, Draco desarrolla un odio total hacia Harry y sus amigos. Junto a Daniel, Tom Felton fue uno de los pocos niños que ya habían tenido participaciones previas en obras teatrales o fílmicas.[14]
- Ian Hart como el profesor Quirinus Quirrell: es el nervioso profesor de Defensa contra las Artes Oscuras en Hogwarts. Siempre usa un turbante pues en su nuca se halla oculto un debilitado lord Voldemort, a manera de parásito. Para permitir que Voldemort se mantuviera con vida, Quirrell mata a los unicornios del Bosque Prohibido para beber su sangre. David Thewlis audicionó para el rol, aunque no sería contratado hasta la tercera película de Harry Potter.[21]
- Richard Griffiths como Vernon Dursley: maltrata a su sobrino Harry, puesto que no quiere que este descubra el secreto de su identidad ni su auténtica historia de vida. Para ello, Vernon utiliza distintas técnicas con el fin de evitar que Harry reciba siquiera una de las muchas cartas que Hogwarts ha enviado a su hogar.
- Fiona Shaw como Petunia Dursley: la tía de Harry, hermana mayor de su madre, siguiendo los pasos de su esposo, trata mal y desprecia a su sobrino por su condición de mago.
- Harry Melling como Dudley Dursley: el primo obeso y voluminoso de Harry, consentido por sus padres, tiene la misma actitud desagradable que ellos tienen hacia su primo.
- John Hurt como Ollivander: propietario de la tienda especializada en la creación de varitas mágicas «de mayor calidad en el mundo mágico». Ollivander posee la habilidad de encontrar la varita ideal para cada cliente que acude a su tienda, recordando asimismo a cada una de las varitas que ha vendido a lo largo de su vida. Es quien le revela a Harry la relación entre lord Voldemort y su cicatriz en forma de rayo.
- Matthew David Lewis como Neville Longbottom: un estudiante tímido que hace amistad con Harry, Ron y Hermione. Es el blanco frecuente de las bromas pesadas provenientes de Malfoy y su pandilla, además de las tres lunáticas.
- Warwick Davis como Filius Flitwick: es el profesor de encantamientos en Hogwarts, siendo también el jefe de la casa Ravenclaw.
- John Cleese como Nick Casi Decapitado: fantasma de la casa Gryffindor cuya cabeza casi es arrancada a causa de una ejecución fallida.
- Julie Walters como Molly Weasley: es la madre de Ron, quien le enseña a Harry la manera de ingresar a la plataforma 9¾. Antes de que Walters fuera elegida, la actriz estadounidense Rosie O'Donnell estuvo en conversaciones con Columbus para interpretar este papel.[22]
- Richard Bremmer como lord Voldemort: el mago más temido del mundo mágico. Fue derrotado y casi aniquilado al recibir accidentalmente su propio hechizo mortal que había intentado lanzar contra Harry. Reducido a la forma de un parásito, Voldemort quiere encontrar la piedra filosofal para recuperar su forma humana y sus poderes, además de obtener la inmortalidad. Cabe señalarse que Bremmer interpreta únicamente a Voldemort en la escena flashback donde se aprecia el momento en que su ataque contra Harry fue repelido. En las escenas finales, la voz y rostro del mismo es provista por Ian Hart.

Adicionalmente, Rik Mayall audicionó para el papel de Peeves, sin embargo su participación en la película fue eliminada durante el proceso de edición.

## Producción

### Elección del director
En 1997, el productor David Heyman se encontraba en Hollywood buscando un libro infantil que pudiera adaptarse en una versión cinematográfica exitosa. Previamente, había planeado producir la novela The Ogre Downstairs de Diana Wynne Jones, aunque el proyecto decayó a últimas instancias. Su equipo de Heyday Films le sugirió entonces Harry Potter y la piedra filosofal, idea que Heyman calificó como «estupenda». Un año después de haber presentado su nuevo proyecto a los estudios Warner Bros., J. K. Rowling le vendió los derechos de las primeras cuatro novelas de Harry Potter a la empresa por la cantidad de 1 millón de libras esterlinas (1 982 900 de dólares). A manera de condicionante, Rowling demandó que el reparto principal fuera estrictamente británico, permitiendo solo algunas excepciones tales como la del actor Richard Harris para el rol de Dumbledore. Otras salvedades volverían a repetirse en Harry Potter y el cáliz de fuego, donde fueron contratados actores franceses y otros provenientes de Europa del Este, aunque en este caso dichas inclusiones se hallan especificadas en el libro homónimo. Al principio, la autora vaciló acerca de la venta de los derechos de su serie, pues «no quería darles el control sobre el resto de la historia» una vez que vendiera también los derechos de los personajes, aspecto que habría permitido a Warner Bros. la posibilidad de realizar secuelas independientes al término de la serie literaria.
Originalmente, Steven Spielberg fue considerado para dirigir La piedra filosofal, sin embargo rechazó la oferta. Una de las principales sugerencias de Spielberg fue la de adaptar el libro en forma de una película animada con la voz de Haley Joel Osment como Harry Potter. Asimismo, pensó que sería viable incorporar elementos de las siguientes novelas en dicha adaptación. Otra cuestión que le hizo desestimar la oferta fue que «había demasiada expectativa en las ganancias; ese interés económico puede ser fácilmente comparado con dispararle a patos en un barril. Se trata de un obstáculo, similar a tener mil millones de dólares y ponerlos en tu cuenta bancaria personal. No hay alternativa en eso». En su página web oficial, Rowling mencionó que ella no intervenía en la elección de los directores para cada película diciendo textualmente, «Cualquiera que piense que yo lo he [o habría] vetado [refiriéndose a Spielberg] necesita reparar su pluma a vuelapluma». Heyman afirmó que Spielberg decidió dirigir cualquier proyecto entre una lista conformada por Inteligencia Artificial, Minority Report, Memorias de una geisha y Harry Potter, «el que fuera primero» concluye Heyman. Así, él se decidió por la primera.
Poco después, los productores comenzaron a contactar a otros cineastas. Entre ellos se encontraban Chris Columbus, Terry Gilliam, Jonathan Demme, Mike Newell, Alan Parker, Wolfgang Petersen, Rob Reiner, Ivan Reitman, Tim Robbins, Brad Silberling, M. Night Shyamalan y Peter Weir. De los anteriores, Petersen y Reiner fueron descartados en marzo de 2000, por lo que la decisión final fue entre Silberling, Columbus, Parker y Gilliam. La primera elección de Rowling era Terry Gilliam, pero Warner Bros. decidió que Columbus era el más experimentado basándose en sus trabajos previos tales como Home Alone y Mrs. Doubtfire. En un lapso de dos horas, Columbus visualizó el aspecto artístico de la cinta, señalando que quería que las escenas con los muggles fueran «amargas y aburridas», en contraste con los segmentos del mundo mágico, los cuales veía como «coloridos, enérgicos y detallistas». Inspirándose en la película Grandes esperanzas (1946), así como en Oliver Twist (1948) —ambas del director británico David Lean— y El Padrino (1972) de Francis Ford Coppola, Columbus esperaba imitar «esa especie de oscuridad y transición escénicas, junto a la calidad fílmica inherente» para el nuevo proyecto. Otra cinta referenciada por el director como marco de inspiración para La piedra filosofal fue Oliver de Carol Reed.

### Redacción del guion
Steve Kloves fue contratado para escribir el guion. Más tarde, describiría su labor como «difícil», al argumentar que dicha adaptación «no permitía desarrollar una estructura adecuada, en comparación con los dos libros siguientes». Tras haber recibido una selección de sinopsis pertenecientes a libros que podían ser adaptados al cine (mismos que él nunca antes había leído) Kloves se encontró con Harry Potter, el cual decidió comprar. Conforme lo fue leyendo, se fue convirtiendo progresivamente en un fanático de la serie. Al comunicarse con Warner Bros., coincidió con Rowling en que el filme debía poseer una esencia británica, traducida en actores que fueran de esa nacionalidad. Como anécdota, Kloves admitió que la primera vez que se topó con Rowling, no quería que ella considerase mala la adaptación que él iba a llevar a cabo. Por otro lado, Rowling dijo al respecto que «estaba más que lista para detestar a Steve Kloves», aunque «la primera vez que me reuní con él, me preguntó '¿Sabes cuál es mi personaje favorito?' Yo pensé que diría 'Ron', pero para mi sorpresa contestó 'Hermione'».

### Rodaje
Ante el ofrecimiento de dos compañías británicas, Warner Bros. comenzó la etapa de rodaje en los estudios Leavesden, misma que concluiría en julio de 2001. Las propuestas consistieron en ofrecer medidas de seguridad dentro de locaciones, disponer de los estudios Leavesden, así como modificar las leyes de trabajo infantil.
Las primeras escenas fueron grabadas el 2 de octubre de 2000 en la estación de tren de Goathland, radicada en el condado Yorkshire del Norte. Se consideraron como posibles escenarios para Hogwarts el castillo sueco de Inverailort y la Catedral de Canterbury; no obstante, esta última rechazó el ofrecimiento pues consideró que La piedra filosofal abordaba temas paganos. Al final, el Castillo de Alnwick y la Catedral de Gloucester fueron elegidas, aun cuando algunas escenas del colegio fueron grabadas también en Harrow School. Otros segmentos fueron filmados en la Catedral de Durham (en este lugar se grabaron, durante dos semanas, las escenas correspondientes a los corredores y algunos salones de clases de Hogwarts), Oxford Divinity School (para las escenas de la enfermería de Hogwarts) y la biblioteca Duke Humfrey Library, misma que representó a la biblioteca del colegio.
Respecto al hogar de los tíos de Harry, el equipo se trasladó a la calle Picket Post Close, en Bracknell (Berkshire), donde las labores duraron dos días. Cabe añadirse que los productores habían planeado utilizar un solo día para el rodaje en ese lugar, sin embargo tuvieron que pagar más dinero a los habitantes de dicha calle (por las sesiones de grabación) de lo que habían anticipado originalmente. A consecuencia de lo anterior, todas las escenas restantes correspondientes a Privet Drive fueron filmadas en un set construido en los estudios Leavesden. Esto les significó además un ahorro importante de dinero.
Otros lugares que aparecen en la película son Australia House, en Londres (para el banco de magos Gringotts), la Iglesia Christ Church de Oxford (para el salón de trofeos de Hogwarts), el Zoológico de Londres (para el lugar donde Harry conversa con la serpiente), y la Estación de Kings Cross (para algunas tomas específicas del libro). Ante las diferencias en los títulos estadounidense (Harry Potter and the Sorcerer's Stone) y británico (Harry Potter and the Philosopher's Stone), todas las escenas que mencionan a la piedra filosofal fueron grabadas en dos ocasiones: una en la que los actores decían «piedra filosofal» (del término Philosopher's Stone) y otra en la que usaban la frase «piedra del hechicero» (Sorcerer's Stone). Los niños del reparto participaban del rodaje durante cuatro horas al día en el set, pues tres adicionales las usaban para acudir a la escuela. Curiosamente, desarrollaron una afición por el maquillaje facial de heridas en sus rostros. Además, Daniel Radcliffe tenía que usar lentes de contacto de color verde (tal y como se describe en el libro) pues él tiene ojos azules. 

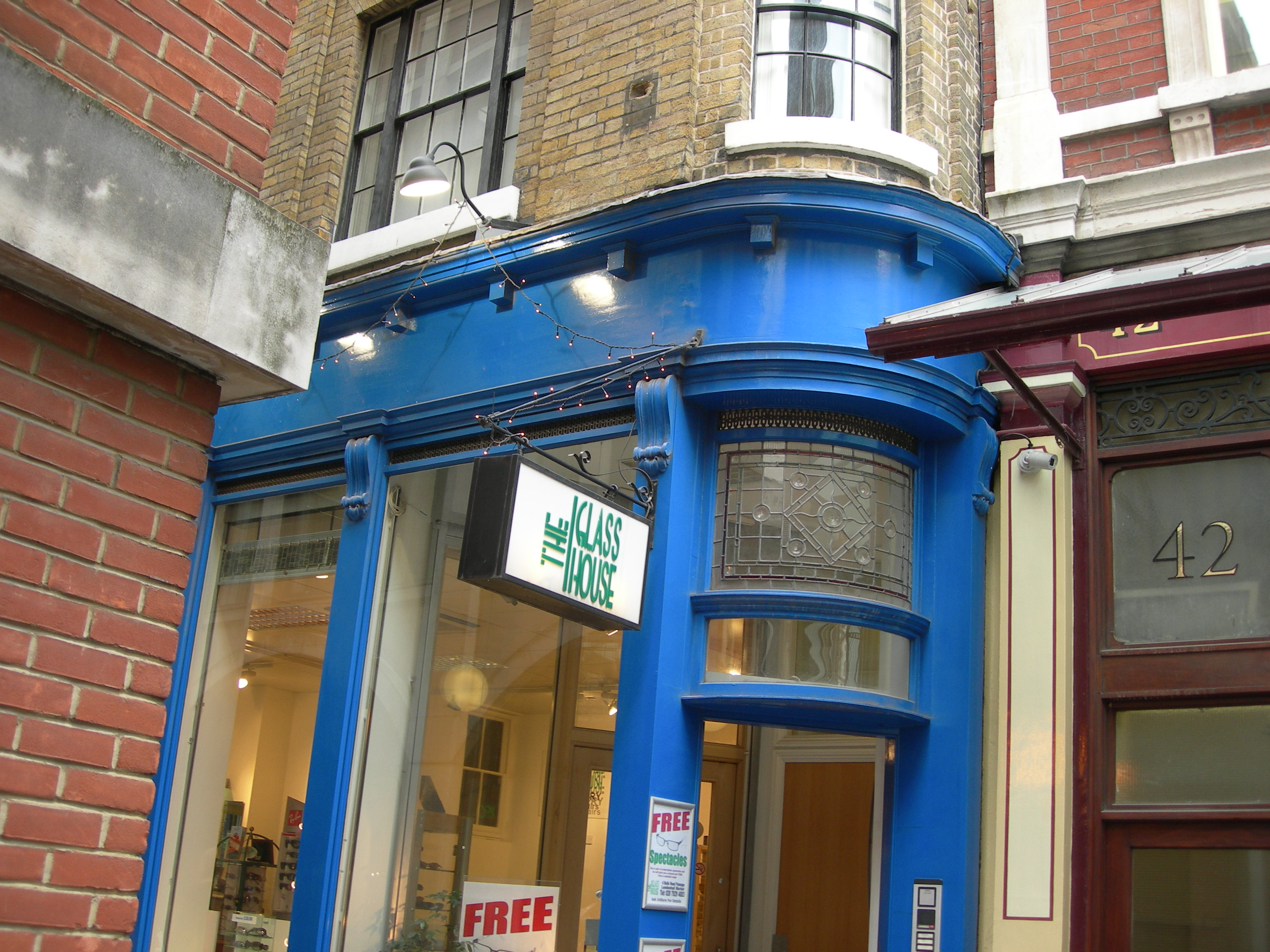
Edificio usado como uno de los exteriores de El Caldero Chorreante.
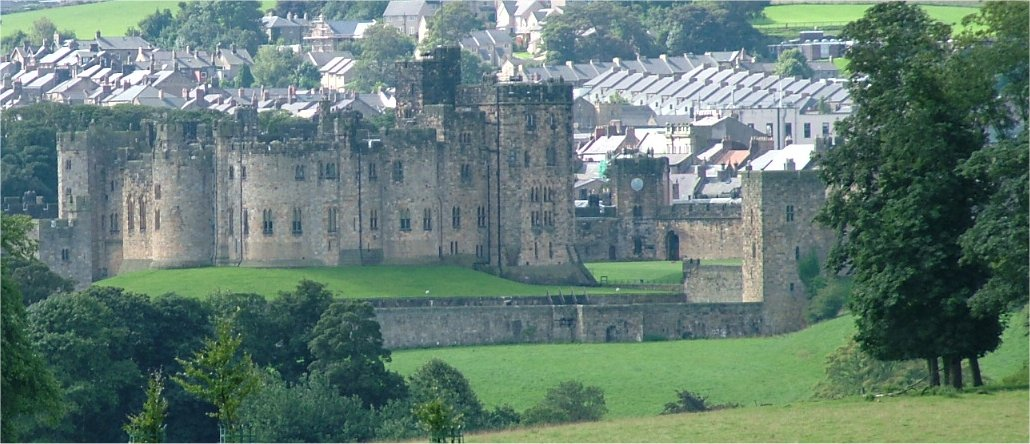
El Castillo de Alnwick fue una de las principales locaciones de Harry Potter y la piedra filosofal, específicamente para las escenas del colegio Hogwarts.
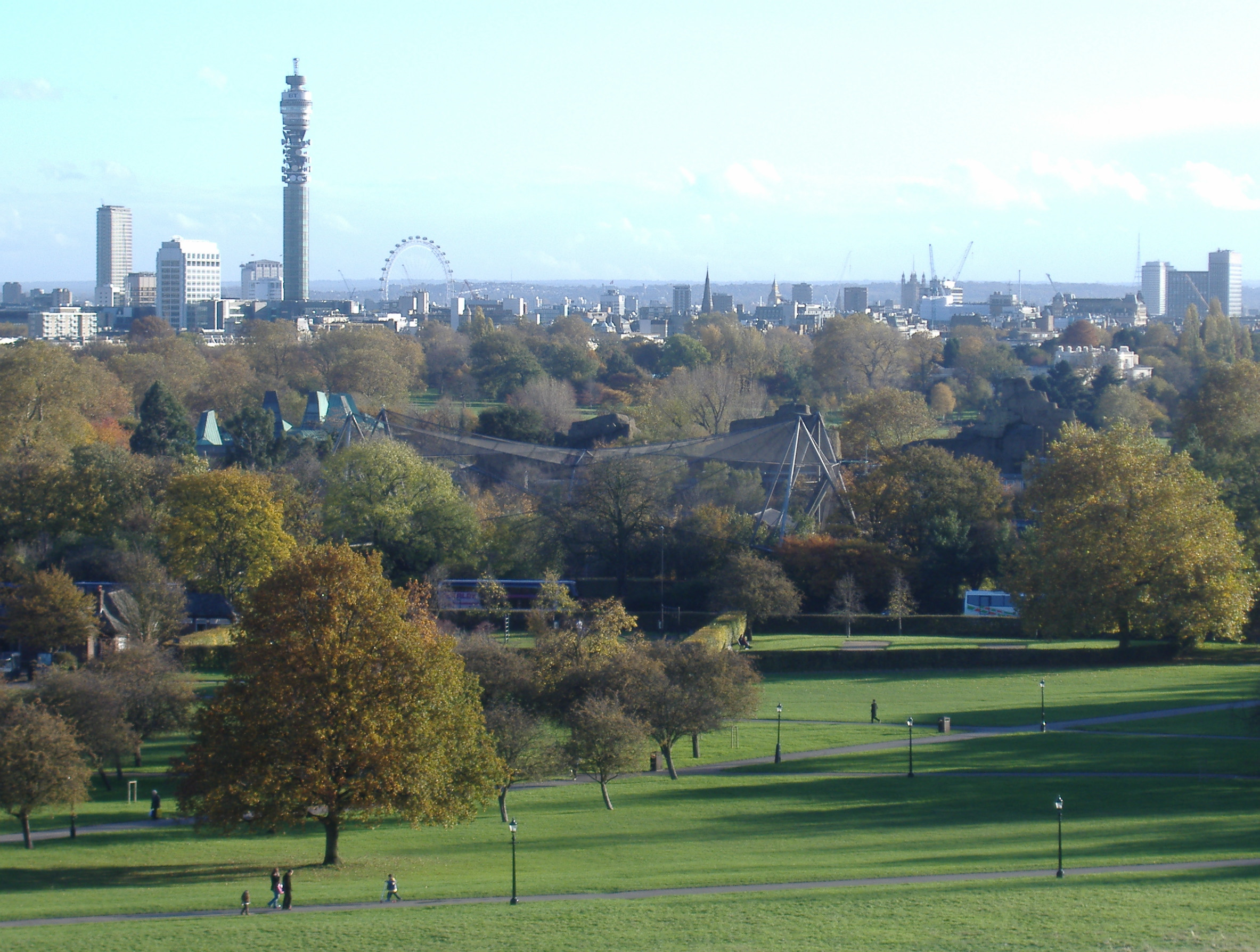
El Zoológico de Londres sirvió para las escenas de Harry y los Dursley en su paseo familiar por el zoológico. En el lugar fue instalada una placa para conmemorar dicho suceso.
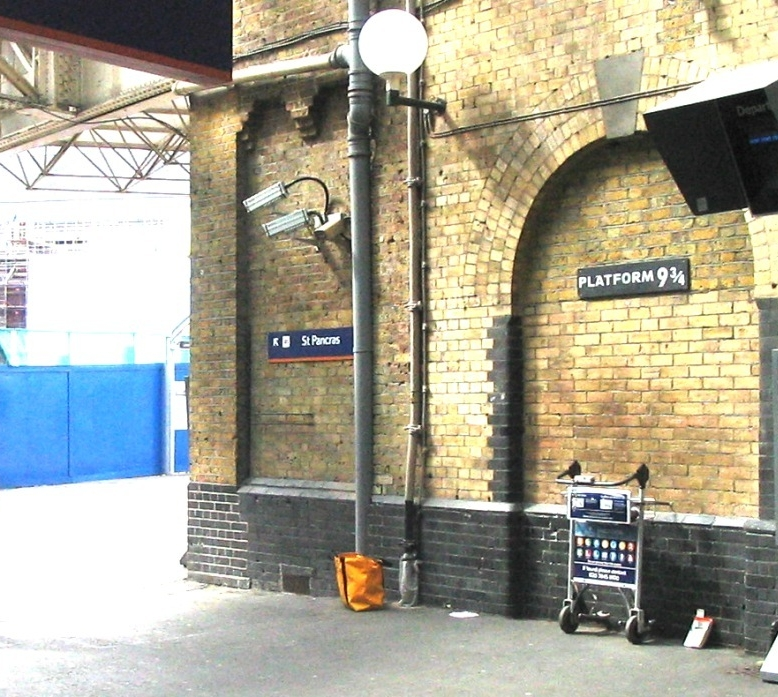
La Estación de Kings Cross con el letrero alusivo a la plataforma 9¾, única vía de acceso al Expreso de Hogwarts.

### Diseños y efectos especiales

Animación de una varita mágica ejecutando el hechizo lumos, uno de los principales conjuros que aparecen en la serie Harry Potter.

Judianna Makovsky fue la responsable de crear la indumentaria de La piedra filosofal. Al principio, quería utilizar las mismas togas que aparecen ilustradas en la portada de la novela homónima para las escenas de Quidditch, aunque luego las descartaría al considerarlas un «gran problema». Así, decidió vestir a los actores con «suéteres de bachillerato, pantalones de esgrima del siglo XIX y protecciones para los brazos». A su vez, el diseñador de producción Stuart Craig construyó los sets en los estudios Leavesden, incluyendo el Gran Comedor de Hogwarts, basándose para el mismo en varias catedrales británicas. Aun cuando inicialmente pidió usar una vieja calle como localización para las escenas del Callejón Diagon, Craig optó por construir un set con toques arquitectónicos de los períodos Tudor y Georgiano, así como de la época de la Reina Ana.
De igual manera, Columbus había decidido utilizar animatronics y gráficos animados por computadora para crear a las criaturas mágicas que aparecerían en la película, incluyendo a Fluffy (la mascota de tres cabezas de Hagrid). Nick Dudman, quien había participado en Star Wars: The Phantom Menace, recibió la tarea de producir las prótesis que fueran necesarias para dichas criaturas, mientras que la empresa Creature Shop —creada en su día por Jim Henson— fue la encargada de los efectos vinculadas a las mismas. Uno de los diseñadores, John Coppinger, mencionó que los seres imaginarios tendrían que ser diseñados varias veces, antes de que se pudieran rodar las escenas correspondientes. Con un aproximado de 600 tomas con efectos especiales, La piedra filosofal requirió la participación de muchas compañías, las cuales se ocuparon cada una de diferentes objetivos. Entre las más notables se encuentra Industrial Light & Magic (creó el rostro de lord Voldemort en la nuca del profesor Quirrell), Rhythm & Hues Studios (animó a Norberto, el dragón de Hagrid) y Sony Pictures Imageworks (elaboró las escenas de Quidditch).

### Banda sonora
El compositor [John Williams] acompaña las aventuras del protagonista con una música quizás excesivamente omnipresente en la película, en la que destaca su tema principal, al que recurre en distintos momentos. Partitura sinfónica que enfatiza la acción y subraya melódicamente lo mágico y enigmático, con un aire clásico que recuerda aquellos grandiosos trabajos del Hollywood más clásico.
MundoBSO

John Williams fue contratado para componer la banda sonora de Harry Potter. La composición de cada uno de los temas musicales la llevó a cabo en sus casas de Los Ángeles y Tanglewood, para finalmente grabar el repertorio en los estudios Air Lyndhurst y Abbey Road, en Londres, durante el mes de agosto de 2001. Durante su labor, Williams creó varios leitmotivs, destacando las piezas de Voldemort y Hogwarts, y «Hedwig's Theme», misma que sería incorporada al material final sólo después de que «a todos terminara por agradarles». El 14 de diciembre de 2001, la asociación canadiense CRIA certificó a la banda sonora con un disco de oro por haber vendido más de 50.000 copias durante ese período. Las contribuciones de Williams a la franquicia continuaron con los filmes Harry Potter y la cámara secreta y Harry Potter y el prisionero de Azkaban.

## Distribución

### Mercadotecnia
El primer póster promocional fue lanzado el 30 de diciembre de 2000, mientras que el tráiler original fue estrenado, vía satelital, el 21 de febrero de 2001. Poco después, apareció como avance oficial de la película durante las proyecciones de See Spot Run en las salas de cine estadounidenses. La banda sonora se comercializó a partir del 30 de octubre de ese mismo año. Dos videojuegos basados en el filme fueron distribuidos en lo sucesivo; el primero (titulado Harry Potter y la piedra filosofal) producido por Electronic Arts para varias consolas y el otro (lanzado en 2003) para las plataformas GameCube, PlayStation 2 y Xbox. Asimismo, Mattel obtuvo los derechos correspondientes para producir una línea de juguetes basada en La piedra filosofal, misma que sería vendida exclusivamente en tiendas de Warner Bros. De manera similar, Hasbro creó varios productos inspirados en la serie literaria, enfocándose principalmente en los objetos descritos en las novelas. Con el propósito de promocionar la película, Warner Bros. firmó un contrato de 150 millones de dólares con Coca-Cola. Otra empresa que participó en la campaña de promoción fue LEGO, la cual produjo una serie de escenarios idénticos a los edificios que aparecen en las escenas de Harry Potter, así como un videojuego creado por la división LEGO Creator.

### Versión extendida
En agosto de 2009, Warner Bros. reveló que tenía planes de lanzar una nueva versión de Harry Potter y la piedra filosofal así como de todas las demás películas de la serie a manera de ediciones extendidas. Todavía se desconocen los detalles al respecto, incluyendo si será una exhibición en cines o lanzamiento en formatos de video, puesto que la noticia no ha sido confirmada de manera oficial por los estudios. El rumor comenzó a concebirse después de que el sitio web RopeofSilicon se percatara de la existencia del título «Harry Potter y la piedra filosofal (edición extendida)» en un boletín publicado por la Motion Picture Association of America; para informarse sobre este hallazgo, el ya mencionado portal se comunicó con Warner Bros. Home Video, confirmándole este último que «aunque no lo hemos anunciado, todas las películas de Harry Potter están previstas para ser lanzadas en ediciones especiales».

## Recepción

### Recaudación

Escudo de Hogwarts; Rowling mencionó que el nombre del colegio proviene de «Hogwort», denominación de una planta que ella vio en los Jardines de Kew, tiempo antes de comenzar a escribir Harry Potter.

Harry Potter y la piedra filosofal se estrenó a nivel mundial el 4 de noviembre de 2001 en la plaza Leicester Square, radicada en Londres, contando con un cine adaptado para lucir como el castillo de Hogwarts. Tras su debut, empezó a recaudar cuantiosas cifras; tan sólo en su primer día en Estados Unidos ganó 33,3 millones de dólares, rompiendo el récord de Star Wars: La amenaza fantasma. Durante su segundo día obtuvo 33,5 millones de dólares adiciones, con lo que generó un total de 90,3 millones de dólares en su primer fin de semana, lo cual le llevó a ser la producción más exitosa en sus primeros días de proyección (previamente había sido El mundo perdido: Parque Jurásico II). La película mantendría dicho récord hasta mayo de 2002, cuando Spider-Man recaudó 114,8 millones de dólares durante su primer fin de semana. De forma coincidente, Harry Potter obtuvo una buena recepción en otros países tales como Japón, Reino Unido y Alemania (en Reino Unido fue la película con más ganancias en su primer fin de semana, recaudando en total 66,1 millones de libras esterlinas y convirtiéndose en la cinta con mayores ganancias de todos los tiempos a nivel regional, hasta el estreno de Mamma Mia! en 2008).
En total, obtuvo 974 733 550 dólares (317,6 millones de dólares en Estados Unidos y 657,1 millones de dólares en el extranjero) con lo que pasaría a ser la segunda película más exitosa en la industria, así como la cinta con mayores recaudaciones de 2001. En 2014 La piedra filosofal seguía ocupando el puesto 21 entre las películas con mayores ingresos de todos los tiempos (sin considerar los ajustes por inflación). Además, en el selecto grupo de «películas con dragones como personajes secundarios», Harry Potter es la que encabeza el listado siendo seguida por Harry Potter y el cáliz de fuego y Shrek. Otras categorías donde sobresale son «adaptación más exitosa de un libro infantil» (donde sobrepasa en ganancias a Harry Potter y la Orden del Fénix, al igual que a The Chronicles of Narnia: The Lion, the Witch and the Wardrobe), y «cintas filmadas en un set o edificio católico». Finalmente, es la que ha obtenido mayores ganancias en la franquicia de Harry Potter, seguida por La Orden del Fénix. La película tuvo las siguientes recaudaciones durante toda exhibición a nivel internacional.

#### Lanzamiento y recaudación mundial
| País            | Fecha de estreno        |
| --------------- | ----------------------- |
| Alemania        | 22 de noviembre de 2001 |
| Argentina       | 29 de noviembre de 2001 |
| Australia       | 29 de noviembre de 2001 |
| Austria         | 23 de noviembre de 2001 |
| Brasil          | 23 de noviembre de 2001 |
| Bulgaria        | 15 de febrero de 2002   |
| Chile           | 29 de noviembre de 2001 |
| Ecuador         | 7 de diciembre de 2001  |
| España          | 30 de noviembre de 2001 |
| Estados Unidos  | 16 de noviembre de 2001 |
| Finlandia       | 23 de noviembre de 2001 |
| Francia         | 5 de diciembre de 2001  |
| Hong Kong       | 20 de diciembre de 2001 |
| Hungría         | 13 de diciembre de 2001 |
| Italia          | 6 de diciembre de 2001  |
| Japón           | 1 de diciembre de 2001  |
| México          | 30 de noviembre de 2001 |
| Noruega         | 23 de noviembre de 2001 |
| Nueva Zelanda   | 30 de noviembre de 2001 |
| Países Bajos    | 22 de noviembre de 2001 |
| Reino Unido     | 16 de noviembre de 2001 |
| República Checa | 14 de febrero de 2002   |
| Sudáfrica       | 23 de noviembre de 2001 |
| Taiwán          | 16 de noviembre de 2001 |

| País           | Recaudación (en USD) |
| -------------- | -------------------- |
| Estados Unidos | 317 575 550          |
| Japón          | 152 993 493          |
| Reino Unido    | 84 662 572           |
| Alemania       | 67 802 864           |
| Francia        | 48 137 835           |
| España         | 24 403 961           |
| Italia         | 22 224 492           |
| Australia      | 21 404 392           |
| México         | 16 955 650           |
| Países Bajos   | 13 391 178           |
| Brasil         | 9 701 073            |
| Noruega        | 6 810 296            |
| Taiwán         | 4 734 322            |
| Nueva Zelanda  | 3 165 322            |
| Sudáfrica      | 1 403 271            |
| Venezuela      | 367 333              |

### Crítica

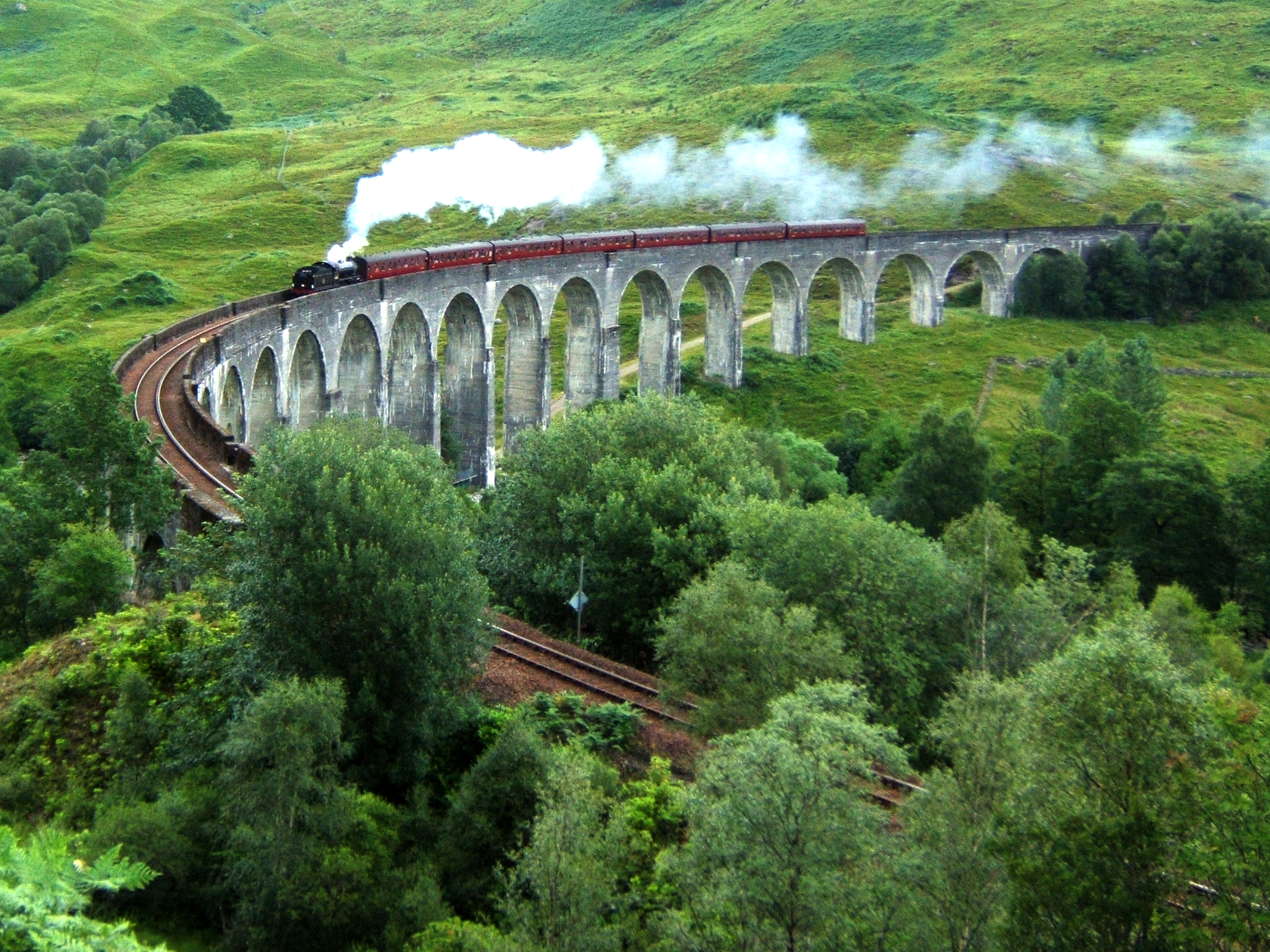
Para algunos críticos, Harry Potter y la piedra filosofal generó un gran éxito tanto en crítica como en ganancias debido a que incorpora elementos fantásticos y cómicos junto con efectos especiales «sobresalientes». No obstante, José Luis Barrera de Encadenados.org deduce que la cinta «aburre a un espectador medio exigente porque anda montada sobre un guion sin tensión alguna, completamente plano». Fotografía del viaducto de Glenfinnan, usado en algunas escenas de la cinta.

El filme recibió críticas positivas por parte de la prensa especializada. Tras su estreno, recibió 81% en Rotten Tomatoes, y 64% en Metacritic. Esta última concluyó que «consiguió reseñas generalmente favorables».

#### Estados Unidos y Reino Unido
El semanario estadounidense Variety declaró que la película es «un producto cultural y comercial casi perfecto [...] el guion es fiel, los actores hacen bien su trabajo, los escenarios y vestuarios así como el maquillaje y los efectos especiales se relacionan y, a momentos, todo este conjunto excede lo que cualquiera pudiera imaginar». No obstante, encontró algunos detalles negativos entre los que destaca la «carencia de originalidad y de dramatismo en las escenas de mayor tensión», esta última atribuida directamente a la dirección de Chris Columbus. Richard Corliss de Time consideró que es una «adaptación por cifras», criticando la serenidad y carisma de los actores. Al mismo tiempo, Paul Tatara de CNN señaló que, debido a la «gran preocupación de Columbus y Kloves por no descartar absolutamente nada del libro», la narrativa es equiparable a «un vistazo en la cabeza de Rowling». Contrario a sus observaciones, Roger Ebert catalogó a la cinta como «un clásico», mostrándose impresionado particularmente por los efectos visuales en las escenas de Quidditch. El mismo aspecto fue elogiado por los medios británicos The Daily Telegraph y Empire, citando este últimó a la misma como la «secuencia más sobresaliente» de toda la película. Incluso, el periódico  The Guardian  califica al segmento como «supremamente excitante». De acuerdo a The Independent, «el director Chris Columbus, en su tarea de traer a la vida al universo ficticio más popular de la época contemporánea, junto a los productores, ha hecho un trabajo adecuado orientado a una superproducción y una aventura narrativa de considerable extensión, evitando convertir la cinta en una exposición interminable».
Siguiendo la línea de críticas favorables, Brian Linder de IGN añadió que era una muy buena adaptación diciendo, «no es perfecta, pero para mi es un complemento adecuado a la serie literaria que tanto me fascina». Aun cuando criticara la última media hora de Harry Potter, Jeanne Aufmuth mencionó que «encantaría hasta al más cínico de los cinéfilos». Por otra parte, Kirk Honeycutt destacó los escenarios, el diseño, la fotografía, los efectos y el reparto principal. No obstante, dijo que la banda sonora de Williams es «una composición magistralmente estruendosa que simplemente no se callará jamás». Jonathan Foreman detalló que es «extraordinariamente fiel a su contraparte literaria. Resulta consistentemente entretenida». Igualmente, Ed González manifestó que le hubiera gustado que Harry Potter hubiera sido dirigida por Tim Burton. En su crítica concluyó que la fotografía es «sosa y bochornosa», siendo la mayor parte de la película una «manifestación aburrida de babeo». Para Claudia Puig de USA Today «la adaptación carece de la fantasía que se halla inherente en las páginas del libro, así como de la mayor parte del astuto humor verbal que hace a los relatos de Rowling tan encantadores para sus lectores». La revista Entertainment Weekly añade que «el filme se deja llevar a través del viento aún mejor que los insectos voladores; en sus casi dos horas y media, se convierte en un largo juego de héroes y desafíos. Para cuando llega el momento en que Harry enfrenta a Lord Voldemort, La piedra filosofal se ha hecho de un ritmo enfocado principalmente en los elementos mágicos y datos interesantes que aparecen en la novela».

#### Hispanoamérica y España
La recepción crítica en Hispanoamérica y España abundó en evaluaciones positivas; a manera de análisis, el sitio español Decine21.com resumió que la trama de la película «abunda en situaciones humorísticas (magnífico el Sombrero Seleccionador), pero también en otras dramáticas». En un intento por analizar el éxito de la película, Tònia Pallejà de la revista electrónica La Butaca encontró que «su singularidad se encuentra en haber sabido mezclar, no sé si de forma inteligente o simplemente efectista, todos aquellos iconos y elementos presentes en la trayectoria clásica del género fantástico, obteniendo un resultado atractivo y parece ser que también muy convincente». Del mismo sitio, Manuel Martínez March consideró que La piedra filosofal es «un derroche de creatividad, original y efectiva, engarzado con una colección de estupendos efectos especiales». Respecto a críticas negativas, Manuel Ortega del sitio español Cineestrenos.com manifestó su decepción por «[la gran cantidad de] fuegos de artificios, bellos a ratos, pero de mentirijilla, panoplias, colorines, mojigangas. Desmedidos, interminables, lineales». El sitio web Notas de cine reiteró que «la cinta es una traslación prácticamente literal, página por página, de la obra original de J. K. Rowling. [...] El resultado es un brillante producto comercial y una película distraída, simplemente correcta, a pesar de su buen aspecto externo. En realidad, Harry Potter y la piedra filosofal no deja de ser una introducción al universo en que se van a desarrollar las posteriores historias». Asimismo, para Filmaffinity «la aventura del joven aprendiz de mago es una simpática historia llena de recursos pero que, aparte de sus espectaculares decorados y efectos especiales, poco aporta a un género de 'comedia fantástica llena de aventuras' dirigida para niños». Mientras tanto, en Argentina el diario La Nación sostiene que «tiene todos los atributos del buen cine de aventuras», añadiendo que aun con los «millones de dólares invertidos [que permitieron traducir en imágenes la parafernalia de vuelos, trucos de magia, escenarios fantásticos y monstruos que aparecían en el libro], la producción jamás alcanza la sofisticación ni la espectacularidad en el terreno de los efectos visuales generados por computadora de las apuntadas Star Wars y Titanic». Concluyendo su crítica, La Nación apunta que es «una película que no asombra, pero que entretiene sin abrumar. Un buen film, es cierto, pero que probablemente no esté a la altura de su éxito».

### Premios
La piedra filosofal se hizo acreedora de tres nominaciones a los premios Óscar: mejor diseño de vestuario, mejor diseño de producción y mejor banda sonora (esta última para John Williams). No obstante, no resultó triunfadora en ninguna de las categorías mencionadas. Asimismo, fue nominada a siete premios BAFTA y ganó un premio Saturn por el diseño de vestuario, siendo nominada a ocho categorías más en la misma ceremonia. Otra nominación notable fue en los premios AFI por sus efectos especiales. A continuación, se muestra un listado con los diferentes premios y nominaciones que recibió el filme tras su exhibición internacional.

### Lista de premios y nominaciones
| Premio                             | Categoría                                                | Receptor(es)                                             | Resultado |
| ---------------------------------- | -------------------------------------------------------- | -------------------------------------------------------- | --------- |
| Premios Óscar                      | Mejor diseño de vestuario                                | Judianna Mokovsky                                        | Nominada  |
| Premios Óscar                      | Mejor dirección de arte                                  | Stuart Craig                                             | Nominado  |
| Premios Óscar                      | Mejor banda sonora                                       | John Williams                                            | Nominado  |
| Premios BAFTA                      | Mejor película británica                                 |                                                          | Nominada  |
| Premios BAFTA                      | Mejor actor secundario                                   | Robbie Coltrane                                          | Nominado  |
| Premios BAFTA                      | Mejor diseño de vestuario                                | Judianna Makovsky                                        | Nominada  |
| Premios BAFTA                      | Mejor diseño de producción                               | Stuart Craig                                             | Nominado  |
| Premios BAFTA                      | Mejor maquillaje                                         | Nick Dudman, Eithne Fennel, Amanda Knight                | Nominados |
| Premios BAFTA                      | Mejor sonido                                             |                                                          | Nominada  |
| Premios BAFTA                      | Mejores efectos visuales                                 |                                                          | Nominada  |
| Broadcast Film Critics Association | Mejor película familiar (Live Action)                    |                                                          | Ganadora  |
| Broadcast Film Critics Association | Mejor actuación infantil                                 | Daniel Radcliffe                                         | Nominado  |
| Broadcast Film Critics Association | Mejor compositor                                         | John Williams                                            | Nominado  |
| Producers Guild of America         | Premio del año en la categoría de películas              | David Heyman                                             | Nominado  |
| Premios Satellite                  | Mejor película/Mejor filme animado                       |                                                          | Nominada  |
| Premios Satellite                  | Mejor edición                                            | Richard Francis-Bruce                                    | Nominado  |
| Premios Satellite                  | Mejor dirección de arte                                  | Stuard Craig                                             | Nominado  |
| Premios Satellite                  | Mejores efectos visuales                                 | Robert Legato, Nick Davis, Roger Guyett, John Richardson | Nominados |
| Premios Satellite                  | Premio especial a la mejor actuación de un nuevo talento | Rupert Grint                                             | Ganador   |
| Premios Saturn                     | Mejor película fantástica                                |                                                          | Nominada  |
| Premios Saturn                     | Mejor director                                           | Chris Columbus                                           | Nominado  |
| Premios Saturn                     | Mejor actor secundario                                   | Robbie Coltrane                                          | Nominado  |
| Premios Saturn                     | Mejor actriz secundaria                                  | Maggie Smith                                             | Nominada  |
| Premios Saturn                     | Mejor actuación de un actor joven                        | Daniel Radcliffe                                         | Nominado  |
| Premios Saturn                     | Mejor actuación de una actriz joven                      | Emma Watson                                              | Nominada  |
| Premios Saturn                     | Mejores vestuarios                                       | Judianna Makovsky                                        | Ganadora  |
| Premios Saturn                     | Mejor maquillaje                                         | Nick Dudman, Mark Coulier, John Lambert                  | Nominados |
| Premios Saturn                     | Mejores efectos especiales                               | Robert Legato, Nick Davis, Roger Guyett, John Richardson | Nominados |

## Diferencias con el libro
En varias ocasiones, Columbus se puso en contacto con Rowling para asegurarse que todos los detalles de la novela, por más pequeños que fueran, estuvieran incorporados en el guion. Kloves mencionó que el filme es «bastante fiel» al texto, aun cuando añadió algunos diálogos aprobados por la autora. Cabe destacarse que una de las líneas originalmente concebidas para una de las escenas de la película fue removida, pues Rowling manifestó que su inclusión vendría a contradecir un suceso presente en Harry Potter y la Orden del Fénix, la cual todavía no había sido publicada para ese entonces.
En las siguientes líneas, se describen las diferencias más notables entre la versión literaria y la adaptación.
- El primer capítulo de la novela comienza con el punto de vista de Vernon y Petunia Dursley, un día antes de que Harry llegue a su hogar. La conversación se enfoca en las diversas maneras que un muggle puede reaccionar ante la magia. No obstante, este segmento fue descartado en la película, iniciando directamente con Dumbledore, McGonagall y Hagrid en la calle Privet Drive.
- Cuando Dudley se queja del número de regalos, en el libro su madre le señala uno que no vio. Mientras que en la película su madre dice que le comprarán dos regalos más, ignorándose así el regalo que Dudley no vio.
- Todos los constantes intentos de Vernon por evitar que las cartas de Hogwarts lleguen a su hogar, así como los desagradables momentos de Harry en casa de la señora Figg, tampoco se incluyen en la adaptación.
- La pitón de la India que aparece en una de las escenas es descrita en el libro como una boa constrictora de Brasil.
- En la escena de la serpiente, en el libro Dudley y Piers Polkiss se asustan cuando desaparece el cristal y sale la serpiente. En la película Dudley cae de lleno al estanque de la serpiente cuando el cristal desaparece, y entonces Dudley queda atrapado en el habitáculo de la serpiente cuando el cristal vuelve a materializarse mágicamente.
- En el libro, los Dursley iban a un hotel huyendo del acoso de las cartas en casa, y cuando el acoso continúa en el hotel, van a la cabaña del islote. En la película se omite el hotel, pasando directamente de la casa de Privet Drive a la cabaña del islote.
- En el libro, Hagrid cuenta a Harry toda su historia sobre Voldemort y sus padres en la cabaña del islote, nada más conocerse. En la película se lo cuenta al día siguiente, mientras comen en el Caldero Chorreante. Asimismo, tampoco Hagrid cuenta a Harry acerca de su expulsión de Hogwarts, llevándose dicho asunto todo el clímax para la película siguiente.
- Parte del conflicto entre Harry y Draco, incluyendo su primer encuentro en la tienda de túnicas de Madame Malkin, no aparece en el filme. Igualmente, el personaje Piers Polkiss fue descartado, junto a algunos detalles característicos de Nicolas Flamel.
- En el libro, Norbert es llevado por Harry y Hermione con unos amigos de Charlie Weasley; en la película fue sacado por Dumbledore.[48]
- La causa de la sanción en el Bosque Prohibido es cambiada: en la novela, Harry y sus amigos son detenidos al ser atrapados por Argus Filch tras haber abandonado la Torre Astronómica, mientras que en la película sucede que Malfoy los ve en la cabaña de Hagrid y va a acusarlos con la profesora McGonagall.
- En la película, la tía Petunia y Dudley tienen un tono oscuro de pelo cuando en el libro se describen como rubios.
- El centauro Firenze (descrito en la novela como un caballo palomino) es totalmente oscuro.
- El escenario Quidditch fue modificado, pues de ser un estadio tradicional pasó a convertirse en un campo al aire libre limitado circularmente por las torres de los espectadores.
- Otros segmentos eliminados en la adaptación fueron la canción del Sombrero Seleccionador, y la especificación de que el troll que Quirrell liberó en el colegio fue para que este pudiera aprovechar la distracción y buscar la piedra.[48]
- En el libro, Seamus Finnigan pregunta a Nick Casi Decapitado por el significado de su nombre. En la película esta línea se le asigna a Hermione.
- En la escena del espejo, Harry ve a sus padres y a varios familiares, mientras que en la película solo ve a sus padres. Tampoco Harry pregunta a Dumbledore lo que éste ve en el espejo en la película.
- En las pruebas de defensa de la piedra filosofal, en el libro aparecen el perro de tres cabezas Fluffy, el lazo del diablo, las llaves voladoras, el ajedrez, el trol, el acertijo de pociones y el truco del espejo. Mientras que en la película son omitidos el trol (que ellos ya encontraban muerto, pues antes había pasado Quirrell) y el acertijo de pociones. Asimismo, en la película tampoco se menciona expresamente que cada una de las pruebas se corresponde con un profesor de Hogwarts siendo Fluffy para Hagrid, el lazo del diablo para Sprout, las llaves para Flitwick, el ajedrez para McGonagall, el trol para Quirrell, las pociones para Snape y el espejo para Dumbledore. Sin embargo sí se sabe que Fluffy es de Hagrid y Hagrid mismo menciona que Snape es uno de los profesores que protegen la piedra (lo que es curioso, dado que su prueba no aparece en la película) además de que Dumbledore dice de su truco del espejo que esa es sin duda ''una de sus más brillantes ideas''.
- En la novela, Harry se desmaya antes de que Quirrell muera, y entonces llega Dumbledore para terminar de derrotar a Quirrell. En la película Harry destruye completamente a Quirrell, entonces se desmaya y se supone que Dumbledore llega para recogerlo. Este cambio causó una contradicción con la quinta película acerca de por qué Harry no pudo ver antes a los thestrals si vio morir a Quirrell.

## VHS, DVD y Blu-ray
La cinta se estrenó en VHS el 28 de mayo de 2002 contando con un sistema de subtitulado electrónico. Dos años después, el 23 de noviembre de 2004, fue lanzada en formato DVD para las regiones 1 y 4 una caja recopilatoria de 6 discos denominada Harry Potter Años 1-3, misma que contiene a las tres primeras películas de Harry Potter (La piedra filosofal, La cámara secreta y El prisionero de Azkaban), cada una de ellas con 2 discos y una serie de características especiales. Para la primera, se añadieron escenas inéditas, una visita autoguiada a Hogwarts, avances de cine, acceso a escenas así como las secciones «Mezcla Pociones», «Realiza Transformaciones» y «Explora el Pasadizo de Diagon». Los idiomas y subtítulos que se encuentran disponibles en el paquete son inglés, español y portugués.
En 2005 apareció individualmente en DVD para las regiones 1 y 4, teniendo como especificaciones técnicas la tecnología de audio Dolby Digital AC-3, formato de imagen widescreen y sistema de codificación DTS Surround Sound. De acuerdo a la reseña del sitio inglés DVD Times, «la calidad visual es muy impresionante, con una claridad estable y un diseño detallado. Los colores son vibrantes, y los únicos aspectos negativos pudieran hallarse en las escenas más oscuras de la película, en las cuales sólo algunos artefactos pueden ser detectados con precisión». Existe también una edición especial de dos discos de la película con varios elementos adicionales sobre la producción de la misma. El anteriormente citado DVD Times concluyó sobre esta edición, «una película familiar presentada en un formato tecnológicamente fuerte, con un segundo disco lleno de elementos extras que pueden encontrarse de manera sorprendente una vez que se accede al menú de inicio estético. Además, contiene información detallada sobre el proceso de filmación, incluyendo comentarios y otros bonus especiales». En contraste, para el portal electrónico Filmcritic.com, «el DVD de Harry Potter es tan inexplicable como ambicioso», centrando su crítica en la manera que varias de las características adicionales están dirigidas al público infantil, dando a entender que es una «selección aburrida» para usuarios mayores de edad.
Un trío de nuevas ediciones (edición simple, edición doble y edición limitada) apareció en los mercados a finales de 2007, distribuido en su totalidad por Warner Home Video. Las primeras dos se lanzaron para la región 4 en octubre del mismo año, con un total de 5 y 10 discos, respectivamente, conteniendo a las correspondientes películas de Harry Potter junto a varios elementos bonus exclusivos de cada una de ellas. Respecto a la edición limitada, ésta se comercializó a partir del 11 de diciembre de 2007 bajo el nombre de Baúl Harry Potter 1-5: años 1-5: edición limitada, teniendo un total de 11 discos. Tras su lanzamiento, a mediados de 2008 obtuvo un reconocimiento de la empresa estadounidense Shorewood Packaging por «mejor empaque con la técnica de cartonaje», en un evento que se realiza anualmente para elegir a los mejores empaques de cajas recopilatorias o de edición limitada. Existe también una caja recopilatoria de 7 discos para el formato Blu-ray.
Finalmente, la versión individual de la cinta se estrenó, a nivel multizona, en formato Blu-ray el 9 de febrero de 2009. La edición de un disco contiene la copia de la película con calidad optimizada de acuerdo a la funcionalidad del formato referido (presenta una resolución de pantalla de 1 080 p) así como una serie de elementos extras (bonus). Los idiomas disponibles para esta nueva edición son español e inglés. También, en 2013 se lanzó una edición extendida de 3 discos que incluye 7 minutos de más escenas nunca antes vistas.